# Bamazomus aviculus
Bamazomus aviculus är en spindeldjursart som beskrevs av Harvey 200. Bamazomus aviculus ingår i släktet Bamazomus och familjen Hubbardiidae. Inga underarter finns listade.